# الهوبيت: رحلة غير متوقعة
الهوبيت: رحلة غير متوقعة (بالإنجليزية: The Hobbit: An Unexpected Journey)‏ هو فيلم خيالي في عام 2012 من إخراج بيتر جاكسون. الفيلم هو الأول من سلسلة ثلاثة أفلام مقتبسة عن رواية 1973 الهوبيت للكاتب ج. ر. ر. تولكين، ليتبع بالهوبيت: قفرة سموغ في 2013 والهوبيت: معركة الجيوش الخمسة في 2014.
تقع أحداث الفيلم في الأرض الوسطى قبل 60 سنة من أحداث سيد الخواتم حيث تروي قصة الهوبيت «بيلبو باجنز» الذي يُستأجر من قبل الساحر «غاندالف» لمرافقة 13 قزم في مهمة عبر الأرض الوسطى لاستعادة «الجبل الوحيد» من التنين «سموج». عُرض الفيلم لأول مرة في 28 نوفمبر في نيوزيلندا ثم عالميًا في 12 ديسمبر. حيث تلقى مراجعات من متوسطة إلى إيجابية من قِبل النقاد.
سيناريو الفيلم من تأليف «بيتر جاكسون» ورفاقه فران والش وفيليبا بوينز وجييرمو ديل تورو. والأخير كان من المفترض أن يُخرج الفيلم لكنه اِنسحب من المشروع في 2010. رُشِّح الفيلم لثلاثة جوائز أوسكار ولم يفز بأي منها.

## الشخصيات
| اسم الشخصية    | نُطْق الاسْم      | المُؤدِّي                                 | قوم       | نبذة |
| -------------- | -------------- | -------------------------------------- | --------- | --- |
| بيلبو باجنز    | بِيلْبُو بِاجِنْز    | المُسن إيان هولم أمَّا الشاب مارتن فريمان | الهوبيت   | الشاب الذي يهاب الخروج من الشاير والذي يساعد الأقزام لاستعادة موطنهم، ويطلق على منزله باج إند وهو ابن بيلادونا توك وبانجو باجنز                                                                                                  |
| فرودو باجنز    | فرُودُو بِاجِنْز    | إليجاه وود                             | الهوبيت   | فرد من أفراد الهوبيت، وهو قريب بيلبو |
| لوبيليا باجنز  | لُوبِيلْيَا بِاجِنْز  | لم تظهر                                | الهوبيت   | قريبة بيلبو والتي تُعرف بأنَّها لصة، تسكن بـساكفيل |
| بالرورار توك   | بَالُرُورَار تُوك   | لم يظهر                                | الهوبيت   | الهوبيت الضخم الذي اقتلع رأس ملك الغوبلن في معركة الحقول الخضراء، وهو قريب بيلبو فهو خال جد جده |
| غولوم          | غُولُوم          | آندي سركيس                             | الهوبيت   | اسمه الحقيقي سميجول سُمِّي غولوم لكثرة سعاله وغرغرته. وهو من الهوبيت القدماء، تغير شكله إلى مسخ بسبب الخاتم وقد عاش 500 عام بسبب الخاتم أيضًا.                                                                                       |
| غاندالف        | غَانْدَالْف        | إيان ماكيلين                           | السحرة    | الساحر الأزرق الذي يريد مساعدة الأقزام لاستعادة موطنهم. غاندالف يُعرف باسمه القديم ميثراندير. |
| راداغاست       | رَادَاغَاسْت       | سيلفستر مكوي                           | السحرة    | الساحر البني الذي رأى مستحضر الأرواح في القلعة القديمة. وراداغاست يفضِّل صُحبة الحيوانات. |
| ساورومان       | سَاوْرُومَان       | كرستوفر لي                             | السحرة    | الساحر الأبيض وهو أعظم السحرة. ولم يُؤيِّد استعادة الأقزام لموطنهم. |
| ثورين أوكنشيلد | ثُورِين أُوكَنْشِيلْد | ريتشارد أرميتاج                        | الأقزام   | القزم الأمير الشاب الذي يريد استعادة دياره |
| ثرين           | ثرَيْن           | مايك مزراحي                            | الأقزام   | والد ثورين. آخر مرة رأوه فيها كانت في المعركة التي حدثت في موريا. |
| ثرور           | ثرُور           | جيفري توماس                            | الأقزام   | جد ثورين. قتله الأورك الشاحب آزك. |
| بالين          | بَالِين          | كين ستوت                               | الأقزام   | قزم بمتوسط العمر، كان متواجدًا عند هجوم التنين وفي المعركة التي حدثت في موريا. |
| دوالين         | دوَالِين         | غراهام مكتيفش                          | الأقزام   | أحد الأقزام الذين خرجوا في صُحبة ثورين لاستعادة مملكة الأقزام. |
| فيلي           | فِيلِي           | دين أوغرمن                             | الأقزام   | أحد الأقزام الذين خرجوا في صُحبة ثورين لاستعادة مملكة الأقزام. وهو رفيق كيلي. |
| كيلي           | كِيلِي           | أيدين ترنر                             | الأقزام   | أحد الأقزام الذين خرجوا في صُحبة ثورين لاستعادة مملكة الأقزام. وهو رفيق فيلي. |
| أوين           | أُويْن           | جون كالين                              | الأقزام   | أحد الأقزام الذين خرجوا في صُحبة ثورين لاستعادة مملكة الأقزام. |
| غلوين          | غُلُويْن          | بيتر هامبلتون                          | الأقزام   | أحد الأقزام الذين خرجوا في صُحبة ثورين لاستعادة مملكة الأقزام. |
| بيفور          | بِيفُور          | ويليام كيرشر                           | الأقزام   | أحد الأقزام الذين خرجوا في صُحبة ثورين لاستعادة مملكة الأقزام. |
| بوفور          | بُوفُور          | جيمس نسبيت                             | الأقزام   | أحد الأقزام الذين خرجوا في صُحبة ثورين لاستعادة مملكة الأقزام. |
| بومبور         | بُومْبُور         | ستيفن هنتر                             | الأقزام   | أحد الأقزام الذين خرجوا في صُحبة ثورين لاستعادة مملكة الأقزام. وهو سمين. |
| دوري           | دُورِي           | مارك هادلو                             | الأقزام   | أحد الأقزام الذين خرجوا في صُحبة ثورين لاستعادة مملكة الأقزام. |
| نوري           | نُورِي           | جد بروفي                               | الأقزام   | أحد الأقزام الذين خرجوا في صُحبة ثورين لاستعادة مملكة الأقزام. |
| أوري           | أُورِي           | آدم براون                              | الأقزام   | أحد الأقزام الذين خرجوا في صُحبة ثورين لاستعادة مملكة الأقزام. |
| دورين          | دُورِين          | لم يظهر                                | الأقزام   | قزم منذ العهد القديم من أجداد ثورين، وهو مؤسس موريا. |
| دين            | دَيْن            | لم يظهر                                | الأقزام   | حاكم منطقة التلال الحديدية والتي يستوطنها الأقزام. |
| آزك            | آزُك            | مانو بينيت                             | الأورك    | الأورك الشاحب الدنس، الذي يريد قتل ثورين بسبب بعض الأحداث في موريا. |
| يازنج''        | يازنج          | جون رولز                               | الأورك    | مساعد أزك |
| السيد إِلروند   | السيد إِلْرُونْد   | هوغو ويفنغ                             | الجن      | حاكم وادي إيملادريس (ريفنديل) |
| ليندر          | لِينْدِر          | بريت ماكنزي                            | الجن      | أحد الجن الموجودين بـريفنديل واسمه قد يعني المُلقي |
| السيدة غلادريل | السيدة غلَادرِيل | كيت بلانشيت                            | الجن      | سيدة لورين، التي أيَّدت استعادة الأقزام لموطنهم |
| ثراندويل       | ثرَانْدوِيل       | لي بيس                                 | الجن      | الجني الذي تخلى عن الأقزام عندما هجم عليهم التنين |
| سموغ           | سمَوْغ           | بينيديكت كامبرباتش                     | التنين    | أعظم تنين في العصر الثالث، آخر قاذف لهب في الأرض الوسطى، بإمكانه الطيران والكلام وله قدرات أخرى |
| توم            | تُوم            | ويليام كيرشر                           | غيلان     | أحد الغيلان الثلاثة الذي كانوا يريدون أكل الأقزام وبيلبو ويسكن في كهف في الطريق الشرقي العظيم. وهو الأغبى بينهم |
| بيرت           | بَيْرت           | مارك هادلو                             | غيلان     | أحد الغيلان الثلاثة الذي كانوا يريدون أكل الأقزام وبيلبو ويسكن في كهف في الطريق الشرقي العظيم. وهو طباخ الغيلان ويُعتبر الأذكى بينهم.                                                                                             |
| ويليام         | وِيْليَام         | بيتر هامبلتون                          | غيلان     | أحد الغيلان الثلاثة الذي كانوا يريدون أكل الأقزام وبيلبو ويسكن في كهف في الطريق الشرقي العظيم. |
| ديزي           | ديْزِي           | خيل                                    | خيل       | إحدى الخيول التي أراد غيلان الجبل أكلها |
| بونجو          | بُونْجُو          | خيل                                    | خيل       | إحدى الخيول التي أراد غيلان الجبل أكلها |
| ميرتل          | مَيْرتِل          | خيل                                    | خيل       | إحدى الخيول التي أراد غيلان الجبل أكلها |
| منتي           | منْتِي           | خيل                                    | خيل       | إحدى الخيول التي أراد غيلان الجبل أكلها |
| الجوبلن العظيم | الجوبلن العظيم | باري همفريز                            | الغوبلن   | ملك الغوبلن الذي أراد تسليم ثورين |
| الجن الكاتب    |                | كيران شاش                              | الغوبلن   | كاتب ورسول ملك الغوبلن |
| أنغوليانت      | أَنْغُولْيَانْت      | عنكبوت                                 | عنكبوت    | عنكبوت هائلة الحجم، تحالفت قديمًا مع قوى الظلام باعتبارها لا تتحمل الضوء، وهي أم العنكبوت شيلوب التي هاجمت فرودو باجنز في الجزء الثالث من ثلاثية سيد الخواتم.                                                                     |
| مستحضر الأرواح | مُسْتَحْضر الأرْواح | بنديكت كومبرباتش                       | غير معروف | مَن يَسكن دول غولدور وهو الذي قام بمناداة راداغاست |
| الملك الساحر   | المَلِك السَّاحِر   | لم يظهر                                | البشر     | واحد من ملوك البشر التسعة الذين حصلوا على خواتم القوّة ما أكسبهم قوى خارقة عديدة، فأغوتهم حتى سيطرت عليهم كليًا وتركتهم رهن إشارة ساورون، يُعتبر الملك الساحر قائد التسعة وكان هو من طعنَ فرودو في الجزء الأول من ثلاثية سيد الخواتم |

## الحبكة
تبدأ القصة بالهوبيت بيلبو باجنز الذي يكتب إحدى مغامراته ويروي في ذلك الكتاب عثور الأقزام على حجر الأركنستون وكيف كان يدين الكل بالولاء لملك الأقزام حتى الجني ثراندويل وعشيرته وثم يروي هجوم التنين سمَوْغ على مملكة الأقزام إيربور وكيف تخلى الجني ثراندويل عن الأقزام، ثم يروي وصول الساحر الرماديغاندالف إلى الشاير مقاطعة الهوبيت وهناك أراد الساحر إقناع بيلبو للذهاب معه في مغامرة وبعد جدالهما يرفض بيلبو ويدخل منزله الذي يطلق عليه (باج إند) بينما يضع غاندالف علامة على باب المنزل (والتي يتبين فيما بعد بأنَّها وُضِعت لكي تكون رمزًا يدل الأقزام على موقع اجتماعهم) يأتي الأقزام واحدًا تلو الآخر وهم [دوالين، بالين، فيلي، كيلي، بيفور، دوري، نوري، أوري، بوفور،
بومبور] وصول غاندالف ويبدأون بإثارة الفوضى وإغضاب بيلبو ويتبيَّن أن هناك قزمًا ناقصًا متأخرًا، ثم يبدأ الأقزام بالإنشاد ’’أَفسدوا السكاكين، أُثنوا الأشواك حطِّموا الزجاجات، وأحرقوا الفلِّين اِكسروا الكؤوس، وشُقُّوا الصحون فهذا ما يكرهه بيلبو باجنز مزِّقوا المناديل، وادهسوا الشحم اِتركوا العظام على سجادة الحمام اِسكبوا الألبان في مخزن الأجبان رُشُّوا النبيذ على كل الأبواب اِتركوا القدور على النار تغلي وتثُور اِضربوها بقوة على أكبر السواري ولمَّا تُنهوا طعامكم وتأكلوا كل شيء دَحْرجوا الصحون نحو الرواق فهذا ما يكرهه بيلبو باجنز‘‘
ثم يرن الجرس ويقوم بيلبو بفتحه وبعد دردشة طويلة يتبين بأن القزم الذي أتى هو ثورين بن ثرين بن ثرور حفيد ملك إيربور وهو من نسل دورين ويُريد استعادة مملكة الأقزام من التنين وغاندالف أراد أن يذهب بيلبو معهم باعتباره اللص لأن الهوبيت سريعو الحركة بعد رفض بيلبو يُنشد ثورين بنغمٍ حزين ’’بعيدًا، نحو برودة الجبال الضبابية عميقًا نحو الملاجئ والكهوف القديمة يجب علينا المواصلة بدون استراحة لنجد ذهبنا المنسي، منذ سنوات أشجار الصنوبر كانت تزأر في المرتفعات الرياح كانت تئِن في الليل النار الحمراء، لهبُها منتشر الأشجار كالمصابيح تتوهج بالضياء‘‘ يغط بيلبو في النوم ويستيقظ في الصباح ليرَ المنزل فارغًا من الأقزام فينظر في ورقة الاشتراك التي أُعطيَت له ليوقع عليها ليذهب معهم في { رحلة غير متوقعة }
يسير بيلبو والبقية برحلة إلى الجبل الوحيد فيتوقفون لأخذ استراحة فيُسمع صوت صراخ ليسأل بيلبو عنه فيخبراه فيلي وكيلي بأنه صوت أورك ويبدآن بترهيب بيلبو فيتكلم معهما ثورين وهو مستاء فيخبرهما بالين «لا تهتمَّا بالأمر ثورين لديه أكبر الأسباب لكره الأورك بعدما أخذ التنين الجبل الوحيد حاول الملك ثرور التوجه نحو مملكة الأقزام القديمة موريا لكن عدونا سبقنا موريا سلبتها فيالق الأورك بقيادة زعيمهم الأكثر دناءة آزوك الدنس، ذلك العملاق الذي لا يُقهر أقسم على أن يمحي سُلالة دورين. وقد بدأ بقطع رأس الملك. ثرين والد ثورين جُن جنونه ولم يُرَ بعد ذلك هل أُسر أم قُتل لا أحد يعلم، كُنا بلا قائد الهزيمة والموت أحاطانا من كل جانب. في ذلك الوقت، أنا رأيتُه القزم الأمير الشاب (يُقصد هنا ثورين) واجه ذلك الأورك الشاحب صمدَ وحده ضد هذا العدو الرهيب درعه قد ضاع لم يعُد لديه ما يحتمي به، سوى جذع شجرة البلوط الذي اِتخذه درعًا تحاربا وسقط ثورين ولكنه نهض بسيفه ليقطع ذراع ذلك الأورك» ثم يُكمل الأقزام مسيرتهم وفي أثناء الرحلة يتجادل غاندالف مع ثورين فيرحل غاندالف. ويأمر ثورين كُلًا من فيلي وكيلي بحراسة الخيول ولكن في أثناء نوبة الحراسة تلك يكتشفان بأن هناك غيلان جبل بالجوار وهم قد أخذوا منتي وميرتل وبونجو وديزي فيأتي بيلبو بالطعام لهما في تلك الأثناء فيخبران بيلبو بما حدث ويقولان له أن يذهب ويحاول إنقاذ الخيول لأن الهوبيت سريعي الحركة (ولهذا السبب أراد غاندالف أن يأتي بيلبو في الرحلة) بعد محادثة بين الغيلان ينتبه أحدهم لبيلبو ويمسكونه فيأتي كيلي ويقول «اِتركه» فينقض باقي الأقزام على الغيلان ويمسك الغيلان الأقزام فيحاولون طهيهم وبعد دردشة بينهم وبين بيلبو بغرض إلهائهم لكي يتأخروا في طهي الأقزام بينما يأتي غاندالف ويكسر الصخور ليتحجر الغيلان باعتبارهم لا يتحملون ضوء الشمس. يتوجه غاندالف مع البقية لكهف الأقزام ويكتشفون فيه سيوفًا من صُنع الجن، يُعطي غاندالف سيفًا لبيلبو يتوهج بالأزرق عندما يكون على مقربةٍ من الأورك والغوبلن
يرحل الأقزام ليروا راداغاست والذي كان يبحث عن غاندالف بسبب غابة (دول غولدور)التي انتشر فيها الخراب ويروي له كيف رأى مستحضر الأرواح يحمل سيف مورغول وكيف أن العنكبوت التي رآها من نسل أنغوليانت.
يتوجه غاندالف إلى ريفنديل ويرى هناك السيد إلروند والسيدة غلادريل وساورومان ويتناقشون على ما رآه راداغاست بينما يُغافَل الجن ليهرب الأقزام وبيلبو بعد قراءة الخريطة التي معهم والتي كُتبَت بالأبجدية الرونية
يتفاجأ الأقزام بركوبهم على جبال تحدث بها المعركة الرعدية والتي هي عبارة عن قتال بين عمالقة الصخور، بيلبو يفترق مع بعض الأقزام بسبب بعض الأحداث ويكاد بيلبو يسقط إلا أن ثورين أنقذه فيقول أحد الأقزام «اعتقدتُ أنَّنا سنفقد لصَّنا» فيرد ثورين «لقد فُقد منذ أن غادر منزله كان يجب عليه ألَّا يأتي لا يوجد لديه مكانٌ بيننا» يلجأ الأقزام لأحد الكهوف في الجبال الضبابية ويتولى بوفور أول مناوبة يحاول بيلبو الرحيل عن الأقزام باعتباره عبء عليهم بينما يحاول بوفور تهدئته وتغيير رأيه فيضيء سيف بيلبو بالأزرق والمكان الذي هو أشبه بالكهف يتحول إلى البوابة الأمامية للغوبلن، يسقط الأقزام من الكهف للأسفل فيُقبض عليهم إلا بيلبو بسبب صِغر حجمه، يبدأ ملك الغوبلن بالسخرية من ثورين بينما يتناقش بيلبو مع مخلوق يُدعى غولوم بعد سقوط خاتمه الغالي منه فيأخذه بيلبو بدون أن يُلاحظ، يبدآن هذان الاثنان باتفاق مفاده إذا فاز بيلبو سيدله غولوم على الطريق وإن خسر سيأكله غولوم يُلاحظ غولوم أن خاتمه الغالي قد ضاع فيظن بأن بيلبو أخذه فيحاول قتل بيلبو فيهرب بيلبو في تلك الأثناء التي يُنشد فيها ملك الغوبلن ’’العظام ستُسحق الرقاب ستُنزع ستُضربون وتُطحنون وعلى الرفوف ستُعلقون ستموتون هنا ولن يُعثر عليكم في أسفل بلدة الغوبلن‘‘ يأتي غاندالف في تلك الأثناء ويحاول تهريب الأقزام بينما بيلبو في الأسفل يهرب ويضع الخاتم بدون قصد فيختفي ويرى غاندالف يحاول تهريب الأقزام فشَهر سيفه ليقتل غولوم ولكن لم يجرُؤ على ذلك فيهرب بيلبو ويلتقي مع الأقزام ويرون جميعهم الأورك آزك الذي كان يظن ثورين بأنه ميت. يتعلق الجميع على الشجرة وينزل ثورين لقتال الأورك الشاحب، يسقط ثورين ويحاول جميع الأقزام مساعدته لكنهم لم يستطيعوا فيقف بيلبو الذي استطاع النهوض من تلك الشجرة ويتدخل في اللحظة المناسبة وكان هذا آخر ما رآه ثورين قبل أن يُغمض عينيه يكاد الأورك يقتلون الأقزام إلا أن النسور التي استدعاهم غاندالف وصَلَت وقامت بنجدتهم، فينهض ثورين بعد أن حملهم النسور وهم على مقربةٍ من الجبل الوحيد فيقول لبيلبو «أنت! ماذا كنتَ تفعل؟ كنتَ ستقتُل نفسك! ألم أقل لك أنَّك عبء علينا؟ ألم أقل لك ألَّا مكان لك في البريَّة؟ ولا يوجد لك مكان بيننا؟» ثم يصمُت للحظات ويُكمل حديثه «لم أكن مُخطئًا بهذا القدر في حياتي»، بعد لحظات يرى الأقزام طائر السمنة فيظن ثورين بأنَّه غراب ولكن يرد عليه غاندالف ليخبره بأن هذا الطائر هو طائر السمنة ولكنهم سيأخذونه على أنَّه علامة خير.

## الارباح والإيرادات
الإيرادات والارباح الإجمالية للفيلم بلغت 568 003 017 1 دولار أمريكي، مما يضعه في المرتبة الرابعة بالنسبة لمرابيح الأفلام في سنة 2012 وراء المنتقمون، سكايفول ونهوض فارس الظلام. ويضعه كذلك في المرتبة ال18 (حتى سنة 2014) في تاريخ الأفلام في العالم.
| الدولة                  | الارباح       | الدولة         | الارباح      | الدولة         | الارباح     |
| ----------------------- | ------------- | -------------- | ------------ | -------------- | ----------- |
| الولايات المتحدة + كندا | 568 003 303 $ | كوريا الجنوبية | 449 688 21 $ | النمسا         | 403 566 8 $ |
| ألمانيا                 | 559 849 88 $  | اليابان        | 976 213 19 $ | الأرجنتين      | 369 350 7 $ |
| المملكة المتحدة         | 475 662 78 $  | المكسيك        | 330 184 19 $ | تركيا          | 745 480 6 $ |
| الصين                   | 000 730 49 $  | البرازيل       | 942 123 18 $ | فنلندا         | 291 067 6 $ |
| أستراليا                | 634 972 43 $  | هولندا         | 488 996 15 $ | جمهورية التشيك | 195 047 5 $ |
| روسيا                   | 722 849 43 $  | بولندا         | 296 575 13 $ | فنزويلا        | 787 966 4 $ |
| فرنسا                   | 505 354 41 $  | الدنمارك       | 216 546 13 $ | ماليزيا        | 381 865 4 $ |
| إسبانيا                 | 682 138 30 $  | النرويج        | 713 907 11 $ | هونغ كونغ      | 606 827 4 $ |
| السويد                  | 112 751 22 $  | نيوزيلندا      | 549 208 9 $  | سنغافورة       | 103 319 4 $ |
| إيطاليا                 | 313 378 22 $  | بلجيكا         | 535 863 8 $  | اليونان        | 344 275 4 $ |

## روابط خارجية
- الهوبيت: رحلة غير متوقعة على موقع IMDb (الإنجليزية)
- الهوبيت: رحلة غير متوقعة على موقع ميتاكريتيك (الإنجليزية)
- الهوبيت: رحلة غير متوقعة على موقع الموسوعة البريطانية (الإنجليزية)
- الهوبيت: رحلة غير متوقعة على موقع روتن توميتوز (الإنجليزية)
- الهوبيت: رحلة غير متوقعة على موقع نتفليكس (الإنجليزية)
- الهوبيت: رحلة غير متوقعة على موقع قاعدة بيانات الأفلام العربية
- الهوبيت: رحلة غير متوقعة على موقع ألو سيني (الفرنسية)
- الهوبيت: رحلة غير متوقعة على موقع Turner Classic Movies (الإنجليزية)
- الهوبيت: رحلة غير متوقعة على موقع أول موفي (الإنجليزية)
- الهوبيت: رحلة غير متوقعة على موقع بوكس أوفيس موجو (الإنجليزية)
- الموقع الرسمي.
- ترجمة عربيَّة للفيلم بنسخة بلوري.
- ترجمة عربيَّة بتعليقات ضعاف السمع بنسخة بلوري.
- تقييم الفيلم.
- الهوبيت: رحلة غير متوقعة في بوابة تولكين